# Phtheirospermum japonicum
Phtheirospermum japonicum är en snyltrotsväxtart som först beskrevs av Carl Peter Thunberg, och fick sitt nu gällande namn av August Kanitz. Phtheirospermum japonicum ingår i släktet Phtheirospermum och familjen snyltrotsväxter. Inga underarter finns listade i Catalogue of Life.

## Bildgalleri

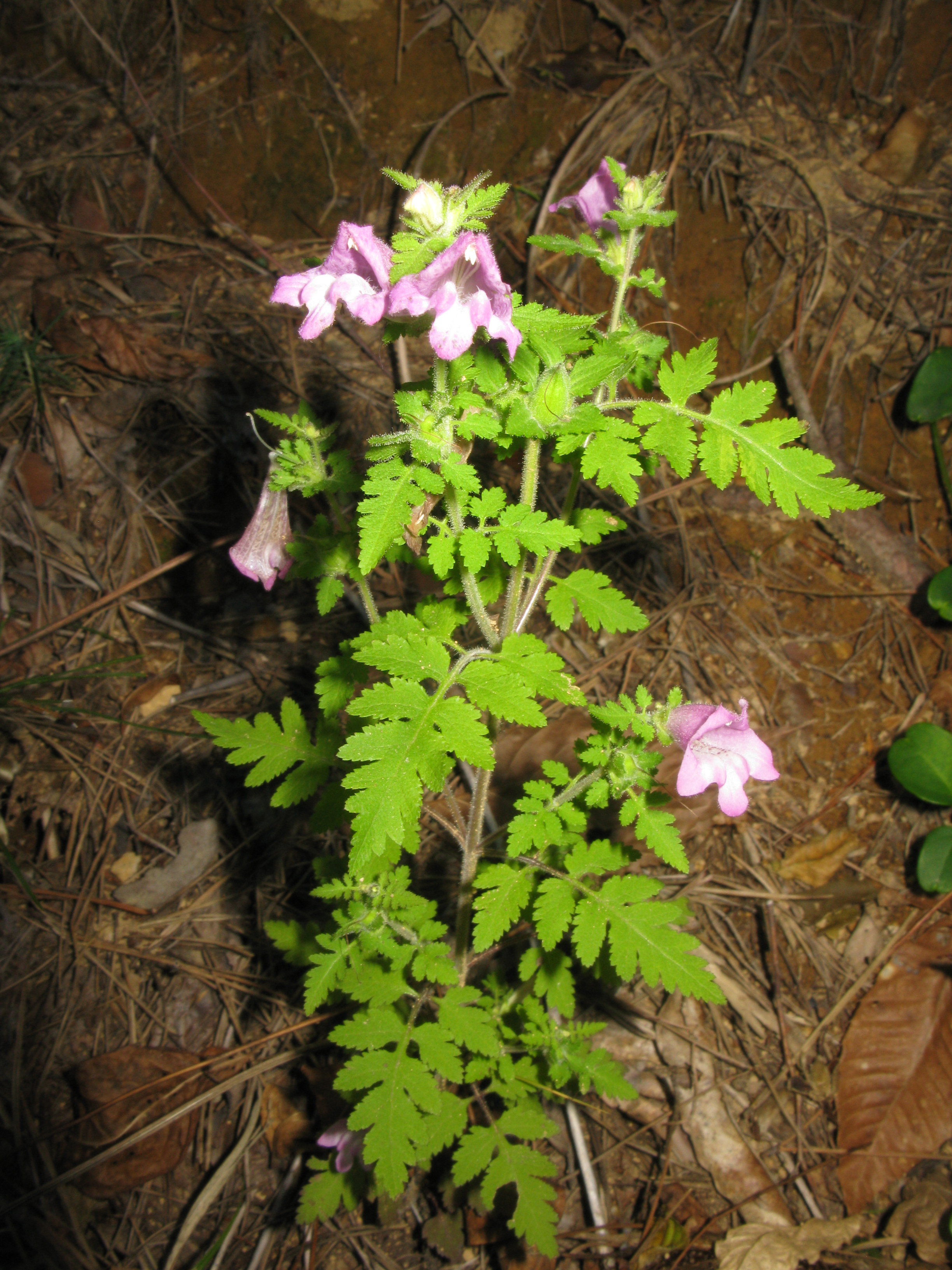
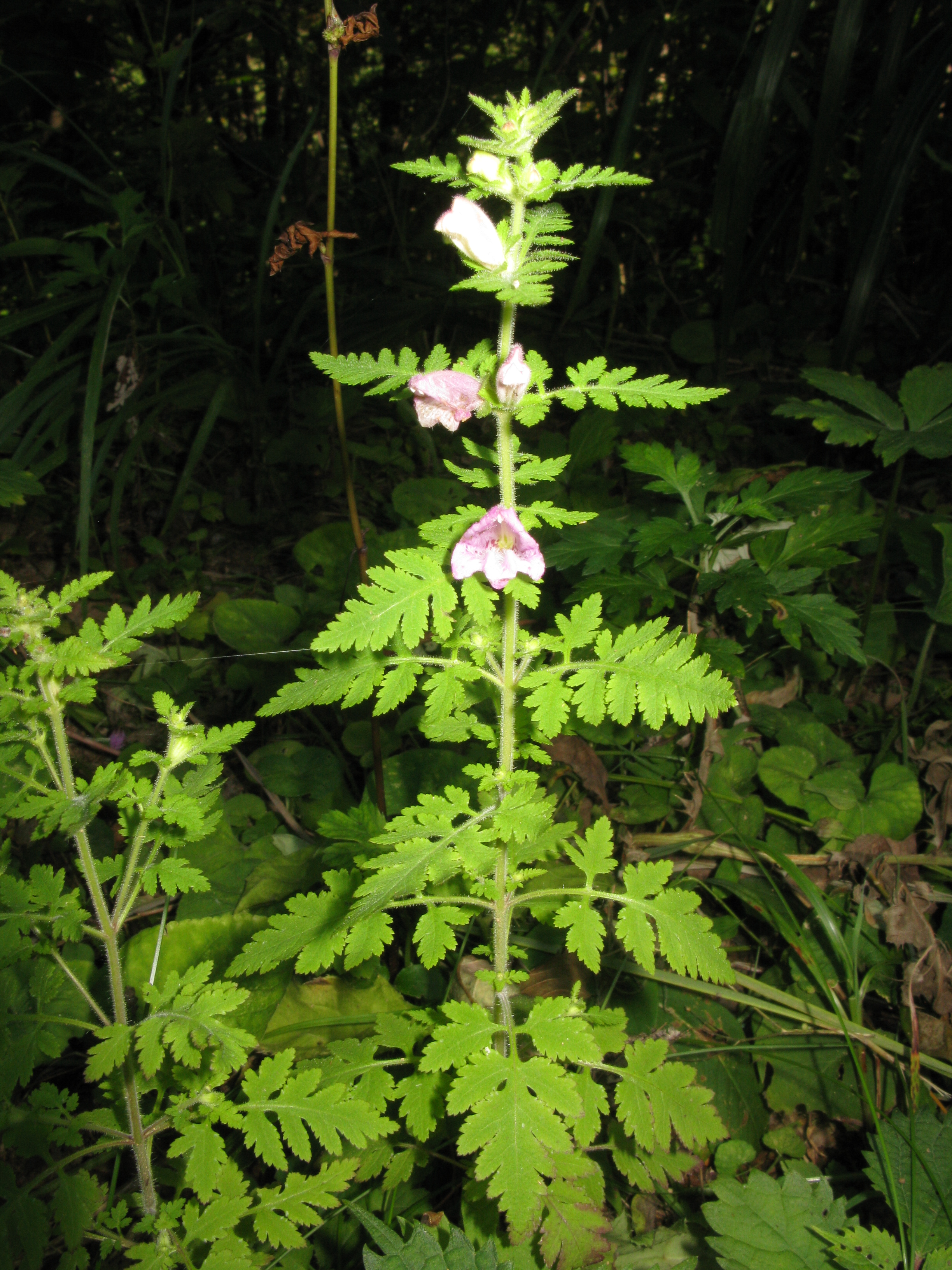
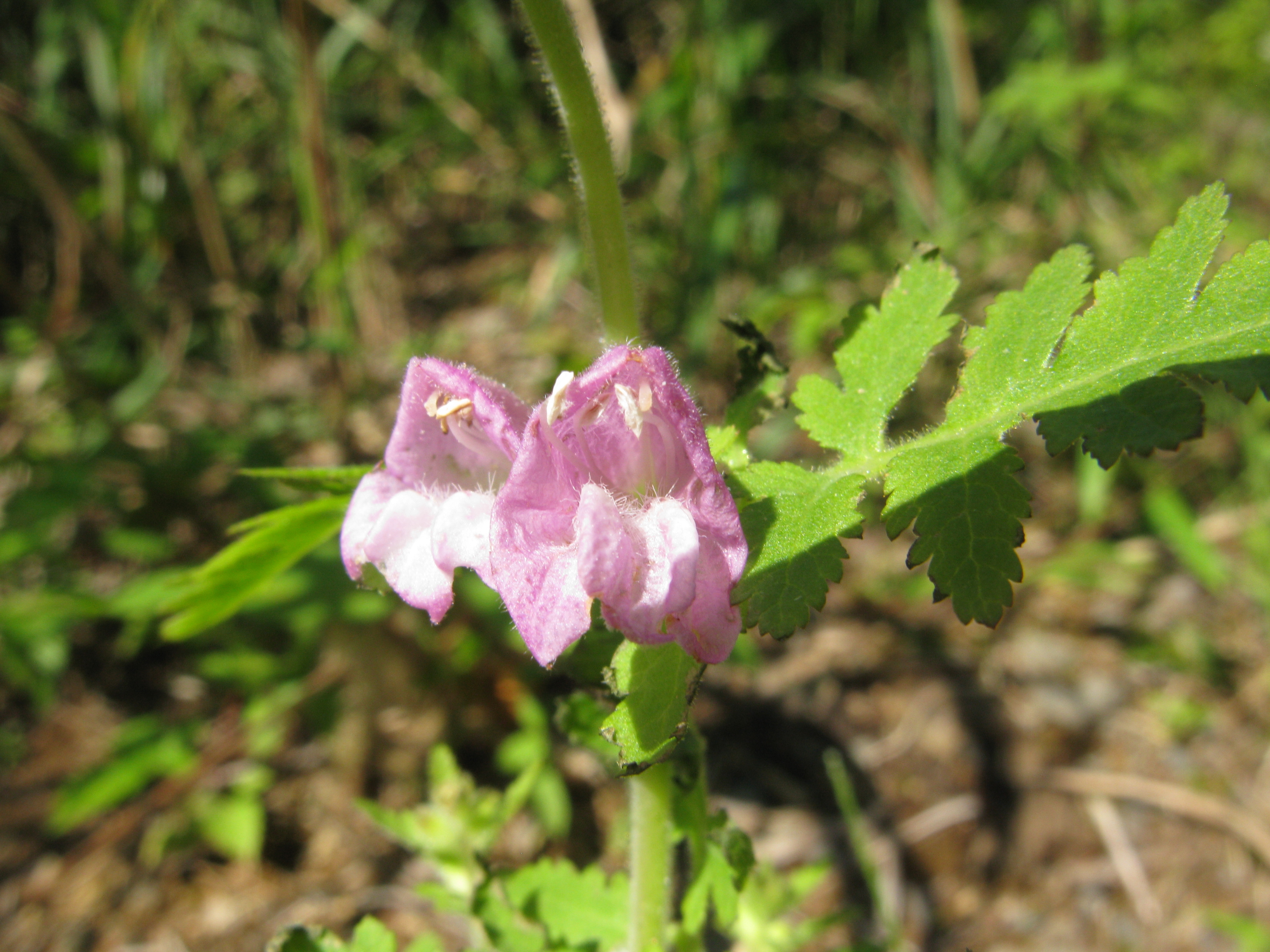
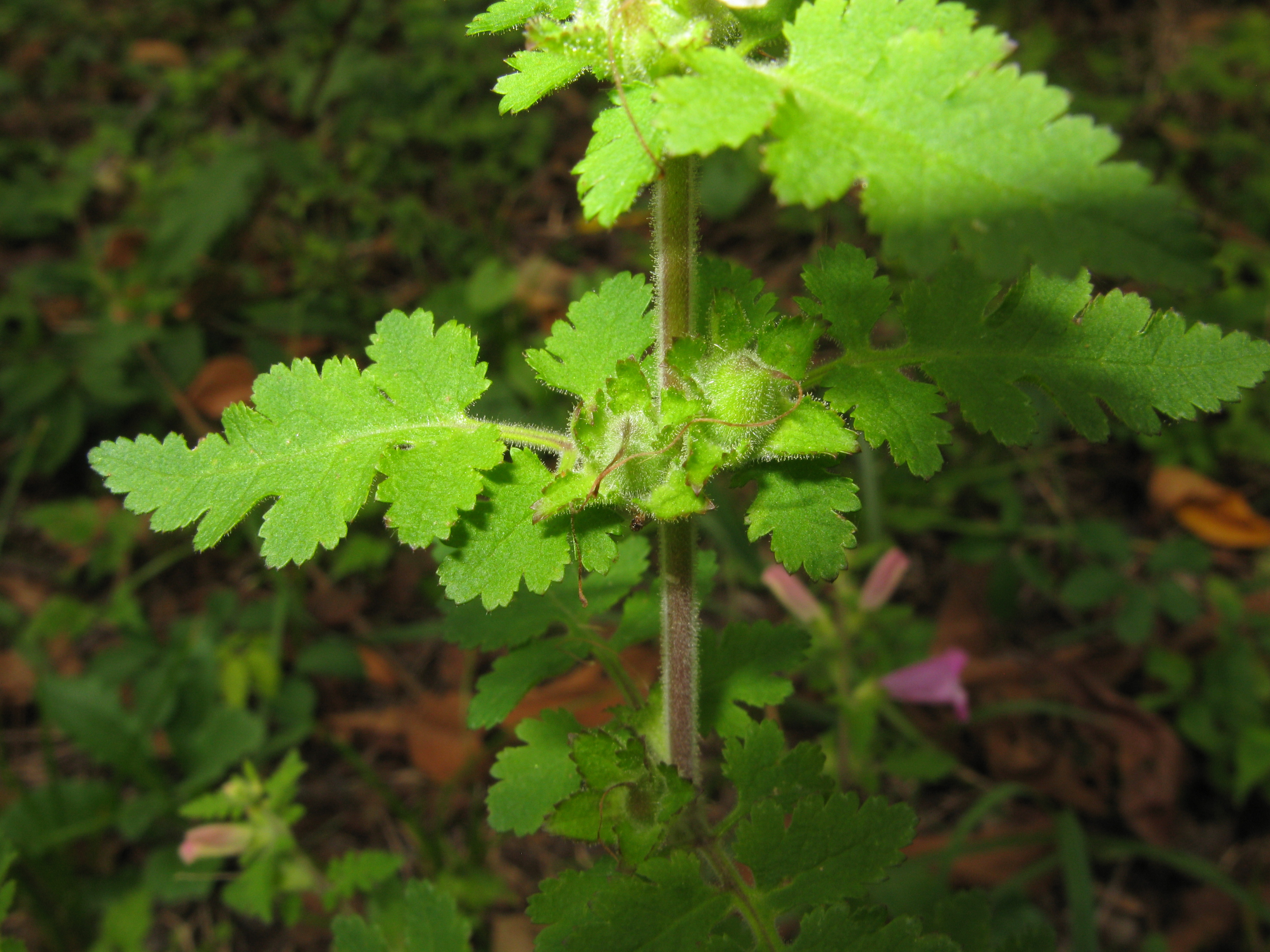